# Dainis Kūla
Dainis Kūla (Ventspils, 28 aprile 1959) è un ex giavellottista lettone, fino al 1991 sovietico.
In carriera è stato campione olimpico della specialità ai Giochi di Mosca 1980.

## Palmarès
| Anno | Manifestazione  | Sede      | Evento                 | Risultato | Prestazione | Note                     |
| ---- | --------------- | --------- | ---------------------- | --------- | ----------- | ------------------------ |
| 1980 | Giochi olimpici | Mosca     | Lancio del giavellotto | Oro       | 91,20 m     |                          |
| 1981 | Universiadi     | Bucarest  | Lancio del giavellotto | Oro       | 89,52 m     | Record delle Universiadi |
| 1982 | Europei         | Atene     | Lancio del giavellotto | 4º        | 87,84 m     |                          |
| 1983 | Universiadi     | Edmonton  | Lancio del giavellotto | Oro       | 87,80 m     |                          |
| 1983 | Mondiali        | Helsinki  | Lancio del giavellotto | Bronzo    | 85,58 m     |                          |
| 1993 | Mondiali        | Stoccarda | Lancio del giavellotto | 33º       | 73,18 m     |                          |